# Прядівська волость
Прядівська волость — адміністративно-територіальна одиниця Новомосковського повіту Катеринославської губернії.
Станом на 1886 рік у складі було 2 поселення, 1 громада. Населення 3681 осіб (1791 чоловічої статі і 1890 — жіночої), 565 дворових господарств.
|                     | Площа, дес. | У тому числі орної, десятин |
| ------------------- | ----------- | --------------------------- |
| Сільських громад    | 6180        | 4576                        |
| Приватної власності | —           | —                           |
| Іншої власності     | 121         | 109                         |
| Загалом             | 6301        | 4685                        |

Найбільше поселення волості:
- Прядівка — слобода над річкою Прядівка, 3667 осіб, православна церква.